# クラウンラガー
クラウンラガー は、カールトン＆ユナイテッド社（CUB）によって作られた、アルコール度数4.9％のオーストラリア産プレミアムビールである。

## 概要
クラウンラガー ("クラウニー"とも呼ばれる)は"フォスターズ・クラウンラガー"として1919年に初めて醸造され、当初はオーストラリアを訪れた高位の人間のみが飲むことができた。 1954年にエリザベス2世が王室として初めてオーストラリアを訪問した際,、カールトン＆ユナイテッド社はこれを記念してクラウンラガーを発売した。
クラウンラガーはその独特なビンの形状と1954年に商標登録されたロゴにより際立ったデザインとなっている。なお、このロゴは過去たったの4度しか変更されておらず、それでいて現在でも最も人気のあるオーストラリアのビールの1つであり続けている。
このユニークなビンの形とラベルはエベリン・アニー・ハーベイ　(1910年5月22日～2008年8月5日)によってデザインされた。エベリンはメルボルンで活動していたコマーシャルアーティストで、 他にもモンバルクジャムなど当時の有名なラベルも多く手がけた。 エベリンは、戦時中に極めて重要かつ機密である地図を描き手として、ダグラス・マッカーサー将軍に選ばれたアーティストでもあった。
エベリンはクラウンラガーのデザインを実際印刷される大きさで、たった1本の（髪の毛ほどの）筆を用いて描いた。その技術は当時の手法としてはとても優れたものだった。
クラウンラガーはもともと輸出用ビールとして生産された。現在のビンの形やラベルは”Export"という文字が削除されたことを除き、エベリンが手がけたデザインとほとんど同一である。
クラウンラガーはプレミアムビールとしてオーストラリア市場で売り出されている。また、同ブランドはゴルフオーストラリアと提携し、クラウンラガー社交ゴルフクラブを創設している。

## 姉妹商品
2006年に、CUBはクラウンという名の下に2つの新商品を発売した。
- "クラウン・ゴールド" – オーストラリア初のプレミアムにして中強度のビールであり、クイーンズランド州、 西オーストラリア州、北部準州のみで発売されている。
- "クラウン・ピルスナー" – 特定の地域で限定発売された欧州風ビール。